# Pulau Danawan
Danawan (malaiisch Pulau Danawan) ist eine zu Malaysia gehörende Insel in der Celebessee. Sie liegt etwa 35 Kilometer südöstlich von Semporna und 100 Kilometer östlich von Tawau vor der Ostküste Borneos.

## Beschreibung
Die etwa 0,44 Quadratkilometer große Insel hat die Form eines eingedellten Karo, erstreckt sich in der Nord-Süd-Ausdehnung über eine Länge von 1,2 Kilometern und ist in der Ost-West-Ausdehnung bis zu einem Kilometer breit. Die bewaldete, überwiegend flache Insel erhebt sich einige Meter aus dem Meer, und erreicht im Norden und Osten eine Höhe von 17 Metern. Auf der Westseite der Insel befindet sich eine Siedlung der Bajau.
Pulau Danawan gehört zusammen mit den Inseln Pulau Kapalai, Pulau Mabul, Pulau Ligitan, Pulau Si Amil und Pulau Sipadan zur sogenannten „Ligitan-Gruppe“.

## Sonstiges
Pulau Danawan wird leicht mit der an der Westküste Sabahs liegenden Insel Pulau Dinawan verwechselt.